# Sint-Annakerk (Amsterdam)
De Sint-Annakerk, bijnaam De Pool was een rooms-katholieke parochiekerk aan de Wittenburgergracht op de Oostelijke Eilanden in Amsterdam. Zij heeft bestaan van 1899 tot 1978.

## Ontstaan
In 1720 werd de rooms-katholieke schuilkerk Sint-Anna gevestigd in het voormalige wijnpakhuis van de koopman Ambrozius de Pool aan de huidige Prins Hendrikkade, dat in 1805 naar ontwerp van de Amsterdamse landmeter Joannes Schut van een nieuwe voorgevel zou worden voorzien . Zij kreeg de bijnaam De Pool. Deze naam ging in 1900 over op de wel goed zichtbare Sint-Annakerk. De kerk was ontworpen door P.J. Bekkers, die later de Boomkerk in Amsterdam West ontwierp en was gebouwd in neogotische stijl. De kerk werd op 20 september 1900 door mgr. Bottemanne gewijd. Het hoogaltaar en het Sint Jozefaltaar waren van W. Mengelberg.

## Sloop
De kerk werd in 1970 gesloten en in 1978 gesloopt. Het gebied van de toenmalige Sint-Annaparochie maakt thans deel uit van de parochie A.B.G.: Anna-Bonifatius-Gerardus Majella. De naam van de Anna ging over op de Sint-Bonifatiuskerk aan het Kastanjeplein, die in 1984 ook gesloopt werd. Zij werd wel de Anna-Bonifatius genoemd.

## Orgel
Het orgel van de kerk dat in 1916 door Adema werd gebouwd met gebruikmaking van ouder materiaal uit de schuilkerk De Pool, werd in 1970 overgebracht naar de Sint-Vincentiuskerk in Volendam.

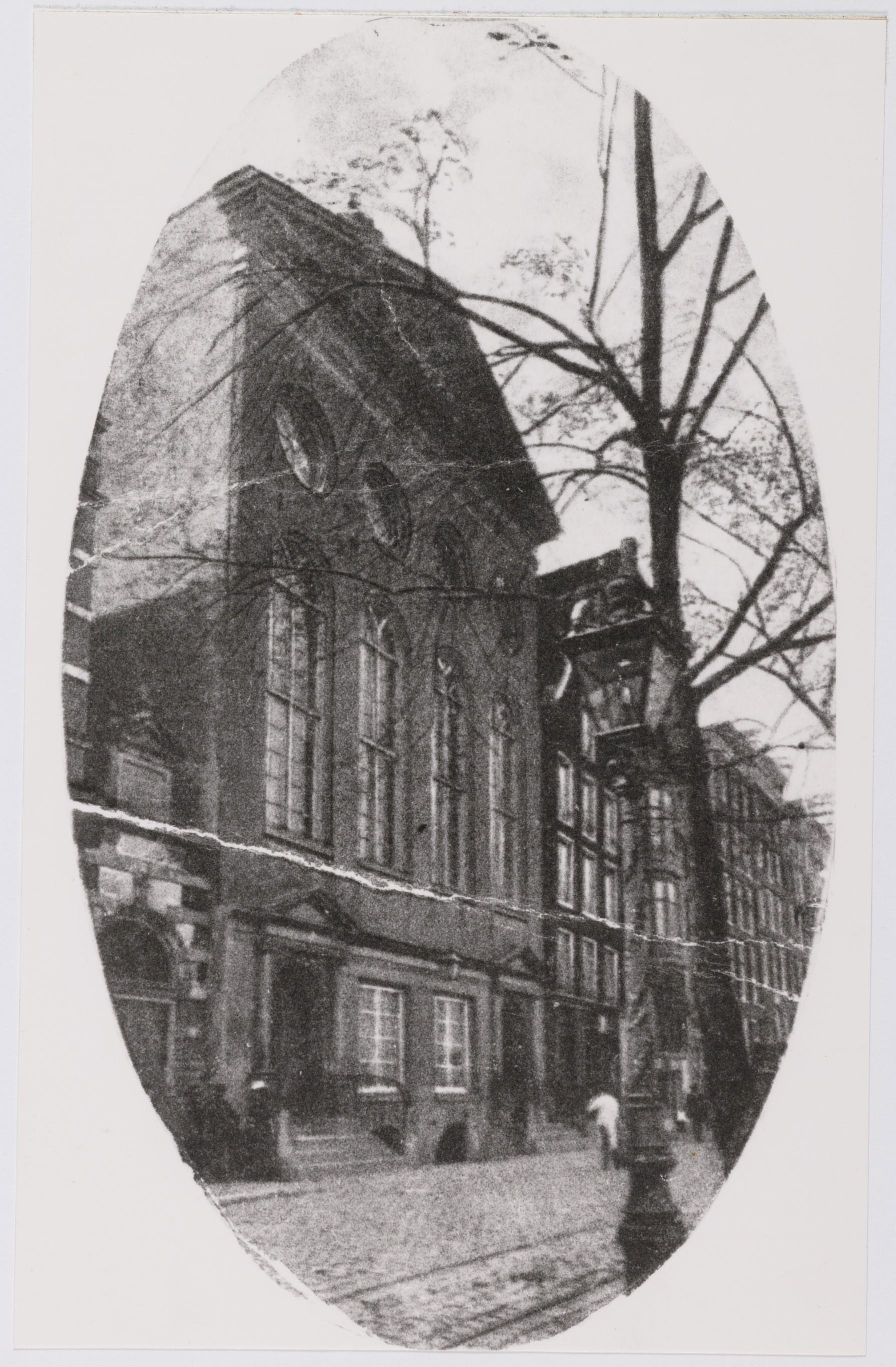
De oude schuilkerk rond 1883
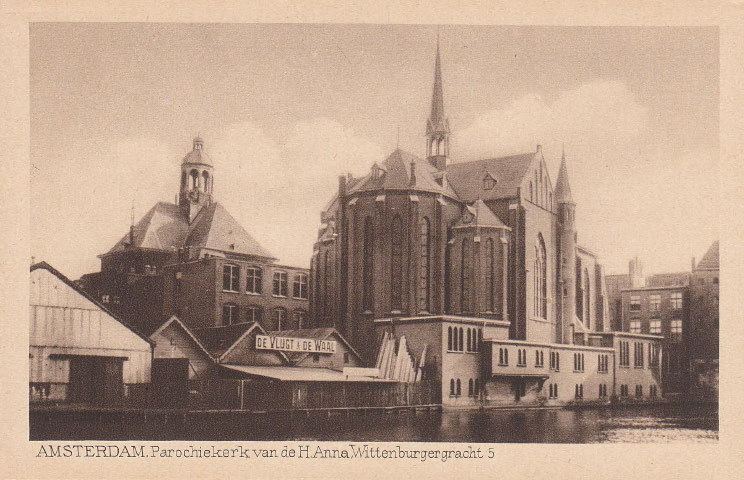
St.Annakerk met Oosterkerk vóór 1930
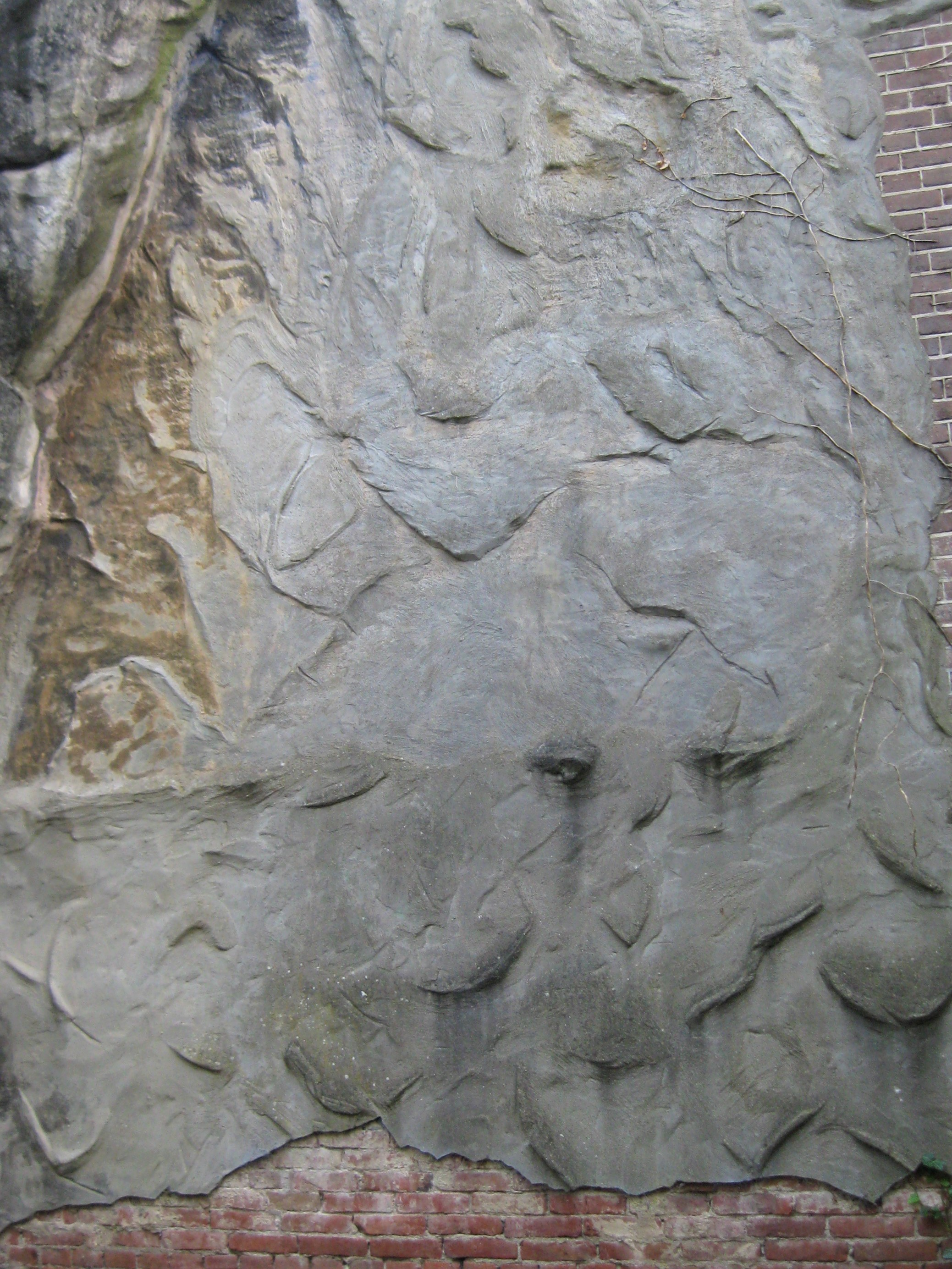
Decoratie op de overgebleven muur.
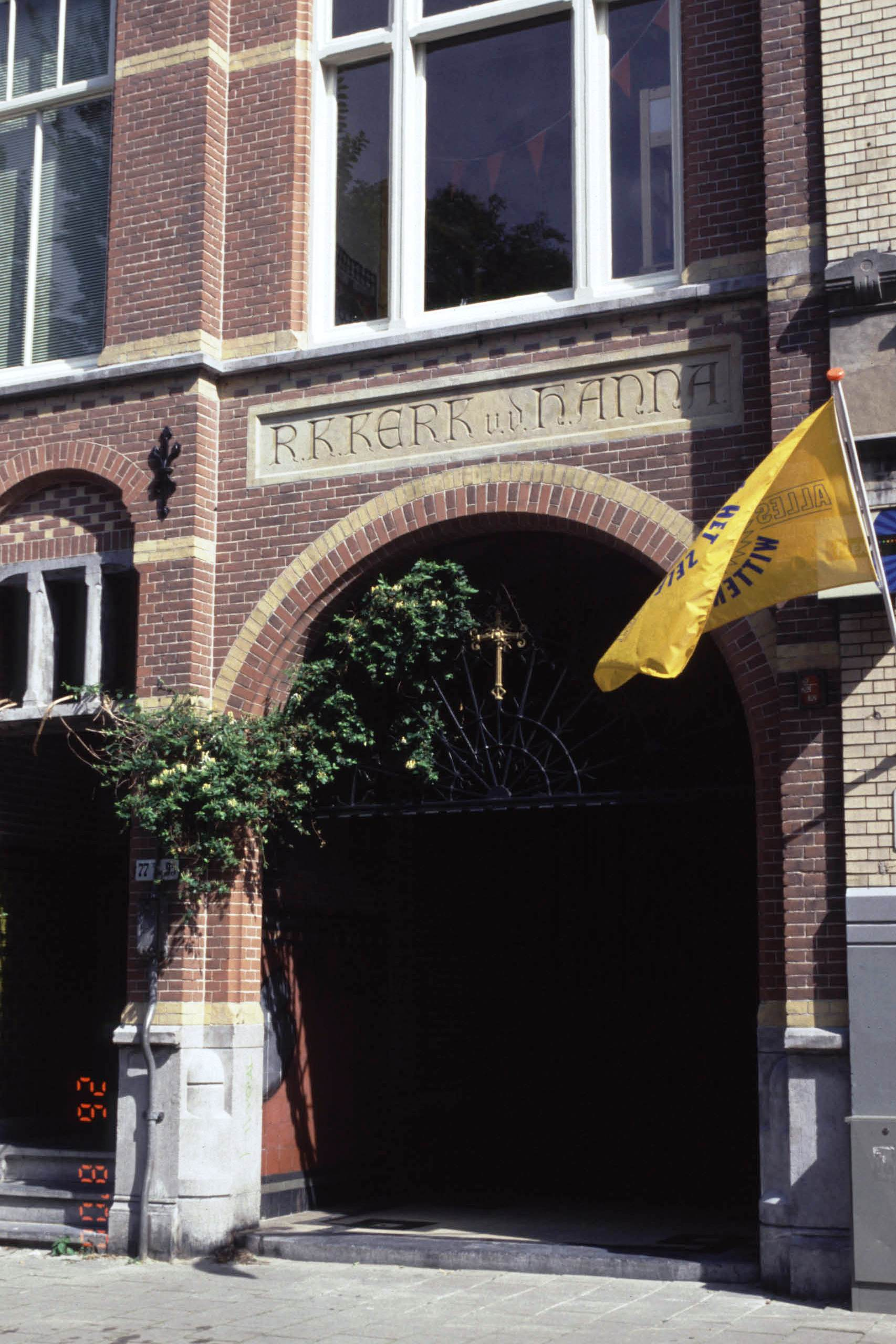
Ingang tot de parochie aan de Wittenburgergracht 77